# شرکت تی‌سی‌ال
تی‌سی‌ال تکنولوژی (چینی: TCL科技集团股份有限公司)، یک شرکت الکترونیکی چند ملیتی چینی است که مقر آن در هویژو در استان گوانگ‌دونگ است.
شرکت تی‌سی‌ال فعالیت کاری خود را از سال ۱۹۸۱ توسط دو دوست صمیمی، تامسون لی دونگشنگ و لوکا سیتو، با نام تجاری TTK به عنوان تولیدکننده کاست صوتی تأسیس شد و با تولید تلفن ثابت و ارائه خدمات ارتباطات کار خود را ادامه داد. در سال ۱۹۸۵ پس از آنکه شرکت تولیدکننده کاست ژاپنی TDK به دلیل نقض مالکیت معنوی از این شرکت شکایت کرد، نام تجاری خود را با گرفتن حروف اول Telecom Corporation Limited به TCL تغییر داد.
امروزه در زمینهٔ طراحی، توسعه، تولید و فروش محصولات از جمله تلویزیون، تلفن همراه، سیستم‌های تهویه مطبوع، ماشین لباسشویی، یخچال و فریزر و لوازم الکتریکی کوچک فعالیت می‌کند. این برند که ابتدا به عنوان یک شرکت دولتی با نام تی‌تی‌کی آغاز به کار کرد که چندی بعد در پی نقض حقوق معنوی شرکتی به نام تی‌دی‎‌کی، نام شرکت را به تی‌سی‌ال تغییر دادند و بعدها در سال ۲۰۰۳، یک شرکت فرانسوی-آمریکایی به نام تکنی‌کالر اس‌ای (با نام تامسون اس‌ای در آن زمان) اقدام به سرمایه گذاری مشترک برای تولید تلویزیون و دستگاه بخش‌کننده دی‌وی‌دی کرد که تی‌سی‌ال، ۶۷ درصد از مقدار سهام این سرمایه گذاری مشترک را در اختیار گرفت و مابقی سهام در اختیار تامسون اس‌ای و بنا شد که تلوزیون‌های تولید شده توسط تی‌سی‌ال-تامسون در آسیا با نام تی‌سی‌ال و در اروپا و آمریکای شمالی با برندهای تامسون و آر‌سی‌ای عرضه شوند. در سال ۲۰۱۰، تی‌سی‌ال، بیست‌ و پنجمین تولیدکننده بزرگ لوازم الکترونیکی مصرفی در جهان بود و در سال‌های ۲۰۱۷ و ۲۰۱۸، دومین تولیدکننده بزرگ تلویزیون در بازار جهانی بود. در سال ۲۰۲۳، تی‌سی‌ال، چهارمین برند پرفروش دنیا بوده‌است. تی‌سی‌ال همچنین پنجمین برند محبوب در آمریکا می‌باشد. این شرکت در ۷ فوریه ۲۰۲۰، نام خود را به «تی‌سی‌ال تکنولوژی» تغییر داد.
شعار کنونی تی‌سی‌ال تکنولوژی، «زندگی خلاق» است.
این شرکت همچنین روابط بسیار خوبی با شرکت ایرانی مادیران دارد. شرکت مادیران تلویزیون و ال ای دی‌های تی‌سی‌ال را در داخل ایران مونتاژ و توزیع می‌کند.